# المعهد الألماني للآثار
المعهد الألماني للآثار (بالألمانية: Deutsches Archäologisches Institut)‏ هو أحد الجهات العلمية التي تندرج تحت وزارة الخارجية الألمانية باعتبارها مؤسسة اتحادية تخص الدولة. والمعهد الذي يقع مركزه الرئيسي في برلين وله العديد من اللجان والفروع في داخل وخارج ألمانيا يقوم بإجراء الحفريات والبحوث الأثرية وكثير من المشروعات الأخرى كما يعنى بالتواصل مع العلماء على مستوى العالم ويشجع العلماء الشبان. كما يقيم مؤتمرات علمية وحلقات دراسية.

## الهيكل التنظيمي
يتبع المعهد وزارة الخارجية الألمانية ويعمل به نحو 120 عالماً. يرأس المعهد رئيسا ينوب عنه أمينا عاما يقوم بمساعدته في الشئون العلمية والسياسية. وللإدارات واللجان المختلفة مديرين يشكلون إلى جانب الرئيس والأمين العام المجلس التنفيذي للمعهد.

## نشاط المعهد في العالم العربي والإسلامي
يقوم المعهد منذ بدء عمله بأبحاث كثيرة كما يقوم بعدة بعثات للتنقيب عن الآثار في مختلف البلاد ونذكر منها هنا نشاطه في البلاد العربية والإسلامية.
وحاليا يقوم المعهد الألماني للآثار بعمليات التنقيب الآتية:
- أفغانستان: كابل
- مصر: أبو مينا ، بوتو، الفنتين، سيوة، طيبة الغربية .
- الجزائر:
- البوسنة:
- العراق : تل أبوحبة ، صبار ،تل حرمل، أروك ،وادي حوران
- إيران: اريسمان
- اليمن: جبل العود، مأرب ،بعران , صابر
- الأردن: العقبة ، تل حجيرات الغزلان , تل المقص , جدارة ، أم قيس), تل خنصري
- كازاخستان: بايكارا
- لبنان: بعلبك، بعلبك-دوريس، تل براق
- المغرب: ريف
- عمان: الواحة الحمراء، واحة إبرا، واحة طيوي، واحة الوادي بني عوف
- باكستان: زوهر دامب (نال)
- السودان: مرو
- سوريا: قنوات، دمشق، رصافة، بالميرا، تل بازي، نهر العاصي، كرا، النخيل، سويدة، جبل سايس.
- تونس: جيمتو (سيميتو), قرطاجة
- تركيا: أيزانوي، بلاوندوس، ديديما , بامفيليا , جوبيكلي تيبي، حسن كيف , حاتوسا , كاراسيس، ليميرا، ميلت، برجامون، جبال لاتموس
- أوزبكستان: جاركتان[4]

## وصلات خارجية
- Deutsches Archäologisches Institut